# A Luta pelo Direito

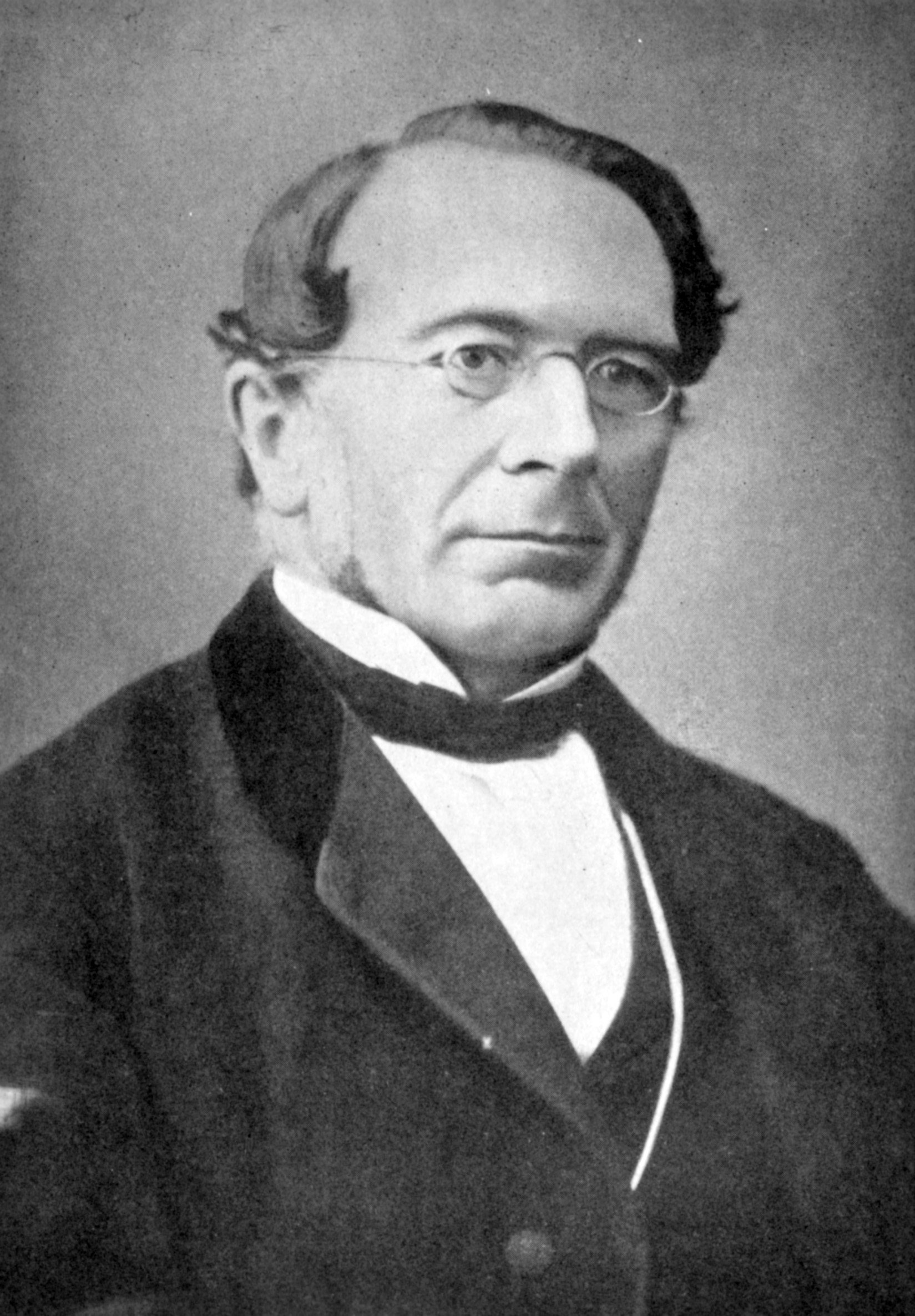

A Luta Pelo Direito (em alemão: "Der Kampf ums Recht") é a obra básica do jurista positivista alemão Rudolf von Ihering, onde este expõe suas então novas ideias sobre a Ciência do Direito e seu papel na sociedade.

## Histórico
A obra é resultante direta de uma palestra que Ihering proferiu em 1872, na Sociedade Jurídica de Viena, onde defendia que a paz (social, individual e entre nações) é o fim último do homem, e somente pode ser obtida através da luta, uma Luta pelo Direito.

## A obra
Ihering revela que só na luta os cidadãos encontrarão o direito, pois o Direito não é apenas uma teoria pura, mas uma força viva. Por isso a justiça sustenta numa das mãos a balança, em que pesa o Direito, e na outra a espada, que serve para o defender. Sem a balança a espada é a violência bruta e sem a espada a balança é a fraqueza do Direito.
A perspectiva do autor é frequentemente interpretada como simplista: Direito sendo lei englobaria, para seus críticos, apenas uma visão abstrata e ontológica desta ciência - esquecendo-se que a própria lei está a serviço de um fim último, nem sempre alcançado e quase sempre ideal: o dever ser, ou deontologia - corrente que denominou-se egologia, tendo como principal expoente o jurista argentino Carlos Cossio, e no Brasil o jurista Antônio Luiz Machado Neto.

## Excertos
- "A paz é o fim que o Direito tem em vista, a luta é o meio de que se serva para conseguir"

- "O direito não é uma pura teoria, mas uma força viva.. Todos os direitos da humanidade foram conseguidos na luta. O direito é um trabalho incessante, não somente dos poderes públicos, mas da nação inteira."

- "Luta não é o peso das razões mas o poder relativo das forças postas que faz pender a balança"

- "(o Direito é)um conjunto de normas, coercitivamente garantidas pelo poder público."

- "Quem rasteja como um verme não pode se queixar de ser pisoteado."

## Ligações Externas
- IHERING, Rudolf Von. A luta pelo direito. Tradução de Tavares Bastos. Montecristo Editora, 2020[1].

1. ↑  Ihering, Rudolf von (2020). A Luta pelo Direito. [S.l.]: Montecristo Editora. ASIN B089G7QRQN. ISBN 9781619651869